# Mopan (taal)
Het Mopan is een taal uit de familie der Mayatalen. Het wordt gesproken door het Mopan-volk in Belize en Guatemala. In Guatemala zijn er ongeveer 2.500 Mopan-sprekers en in Belize ongeveer 6.000.
Achi · Acateeks · Aguacateeks · Chalchiteeks · Chuj · Garifuna · Ch'orti' · Itza · Ixil · Jacalteeks · K'iche' · Kaqchikel · Lacandón · Mam · Mopan · Poqomam · Poqomchi' · Q'anjob'al · Q'eqchi' · Sacapulteeks · Sipakapense · Tectiteeks · Tz'utujil · Uspanteeks · Xinka